# Hremeacika, Iampil
Hremeacika (în ucraineană Грем'ячка) este un sat în comuna Vozdvîjenske din raionul Iampil, regiunea Sumî, Ucraina.

## Demografie
Componența lingvistică a localității Hremeacika
     Ucraineană (97,55%)
     Rusă (2,45%)
Conform recensământului din 2001, majoritatea populației localității Hremeacika era vorbitoare de ucraineană (97,55%), existând în minoritate și vorbitori de rusă (2,45%).